# Macerata Angels Baseball Club
Il Macerata Angels Baseball Club nasce nel 1954 a Macerata. È una squadra di baseball italiana che partecipa al campionato di Serie A1 federale
Conquistata il 29 settembre 2019 dopo la precedente promozione in Serie A2 federale nel 20 settembre 2015

## Cronistoria
- 2004 – Serie C
- 2005 – Serie B
- 2006 – Serie A2
- 2007 -Serie B
- 2008 – Serie B
- 2009 – Serie B
- 2010 – Italian Baseball League D2
- 2011 – Italian Baseball League D2
- 2012 – Italian Baseball League D2
- 2013 – Serie B Federale
- 2014 – Serie B Federale
- 2015 – Serie B Federale
- 2016 – Serie A2 Federale
- 2017 – Serie A2 Federale
- 2018 – Serie A2 Federale
- 2019 – Serie A2 Federale
- 2020 – Serie A1
- 2021 – Serie A